# هاردين آر. رنلز
هاردين ريتشارد رنلز(بالإنجليزية: Hardin Richard Runnels)‏ وهو سياسي أمريكي ينتمي إلى الحزب الديمقراطي كان حاكما على ولاية تكساس من عام 1857 إلى عام 1859. ولد هاريدن ريتشارد رنلز في 30 أغسطس / آب من سنة 1820 في ولاية مسيسيبي . شغل رنلز منصب رئيس مجلس نواب ولاية تكساس مابين عامي 1853 إلى عام 1855 وشغل كذلك منصب منصب نائب حاكم الولاية مابين عامي 1855 إلى عام 1857. توفي هاريدن ريتشارد رنلز في 25 ديسمبر / كانون الاول من سنة 1873 في مقاطعة باوي بولاية تكساس.